# Unbreakable (canción de Evermore)
«Unbreakable» es el tercer sencillo de Evermore, tomado de su segundo álbum de estudio Real Life. El sencillo fue lanzado en el Unbreakable Live EP en 2007.
Esta canción fue utilizada en la promoción del estreno australiano de la sexta temporada de la serie de televisión 24.

## Lista de canciones
Todas las canciones escritas y compuestas por Jon Hume, Dann Hume. 
| CD single / iTunes EP |                                                                  |          |  |
| N.º                   | Título                                                           | Duración |  |
| 1.                    | «Unbreakable»                                                    | 3:15     |  |
| 2.                    | «Real Life» (En vivo)                                            | 4:33     |  |
| 3.                    | «It's Too Late» (En vivo)                                        | 5:17     |  |
| 4.                    | «Unbreakable» (Live)                                             | 3:12     |  |
| 5.                    | «Running» (Live)                                                 | 5:09     |  |
| 6.                    | «Light Surrounding You» (En vivo; Bonus Track; iTunes Australia) | 6:23     |  |

## Video
El video musical de Unbreakable fue grabado en varios conciertos durante la gira de Coca-Cola en vivo. El video también está en blanco y negro, con imágenes de los fanes con pancartas y los vítores de la multitud. 
El video también muestra a los miembros del grupo que tiene un buen momento mientras circulaban en su tour por Australia y Nueva Zelanda.

## Posición en las listas
Unbreakable llegó al puesto 53 en los ARIA Singles Chart y el puesto 28 en los New Zealand Singles Chart.
| Lista (2007)                  | Posición |
| ----------------------------- | -------- |
| Australian ARIA Singles Chart | 53       |
| New Zealand Singles Chart     | 28       |

## Lanzamiento
| Región    | Fecha              | Sello        | Formato              | Catálogo   |
| --------- | ------------------ | ------------ | -------------------- | ---------- |
| Australia | 3 de marzo de 2007 | Warner Music | CD, Descarga digital | 5101187862 |
| Australia | 3 de marzo de 2007 | Warner Music | CD, Descarga digital | 5101198112 |

## Personal
- Jon Hume - vocales, guitarra
- Peter Hume - vocales, teclados, bajo
- Dann Hume - vocales, batería